# Mysarbia
Mysarbia là một chi bướm ngày thuộc họ Bướm nâu.